# Amity (brick)
Pour les articles homonymes, voir Amity.
L'Amity était un brick de 148 tonnes utilisé dans plusieurs voyages d'exploration et de peuplement notables en Australie au début du XIXe siècle. Le navire a été construit au Nouveau-Brunswick (Canada) en 1816 et pendant quelques années a été utilisée comme navire marchand faisant le commerce entre l'Amérique et la Grande-Bretagne avant d'être amenée en Australie en 1824.

## Historique

### Terre de Van Diemen
Amity a été construit comme un brick de 148 tonnes et a été lancé à St John's, Nouveau-Brunswick, en 1816. En 1823, il a été acheté par la famille écossaise Ralston  pour être aménagé pour leur émigration vers la terre de Van Diemen (maintenant Tasmanie). Sous le commandement du capitaine McMeckan, il a quitté Stranraer dans le sud de l'Écosse le 15 novembre 1823, voyageant via Dublin, traversant l'océan Atlantique jusqu'à Rio de Janeiro et arrivant à Hobart exactement cinq mois plus tard, le 15 avril 1824. Vingt et un passagers ont fait le voyage, dont Robert Ralston, sa femme Elizabeth, deux fils et six filles, ainsi que du fret et du bétail, dont deux taureaux et quatre vaches d'Écosse.
Ralston a ensuite vendu le brick au gouvernement de Nouvelle-Galles du Sud à Sydney où il a été utilisé pour des voyages d'exploration et d'approvisionnement.

### Baie de Moreton
Le brick transporta les premiers colons européens au Queensland après que la péninsule de Redcliffe eut été recommandé comme emplacement approprié pour une colonie pénitentiaire par l'explorateur anglais John Oxley en 1823. Le lieutenant Henry Miller dirigea un groupe d'environ 70 personnes, dont des soldats du 40ème Foot Regiment, 29 condamnés, des explorateurs et leurs familles à la baie Moreton le 14 septembre 1824 .
Le canton d'Amity et la localité d' Amity Point sur l'Île Stradbroke-Nord près de Brisbane, dans le Queensland, portent le nom du navire. La localité comprend une rue Brig. Il y a six rues à Brisbane appelées Amity et deux autres sur la Sunshine Coast. Amity Park est à la périphérie nord de Brisbane et il y a une réserve de loisirs d'Amity et une réserve d'Amity Point dans la région. En septembre 1991, un mémorial a été dévoilé à Redcliffe qui comporte quatre plaques de bronze, dont l'une représente le navire lui-même.

### King George Sound
Sous les instructions du gouverneur Ralph Darling, le brick a navigué vers l'Australie-Occidentale en 1826 sous le commandement du major Edmund Lockyer, qui y a établi la première colonie européenne avec une garnison militaire à King George Sound (aujourd'hui Albany) . Le lieu a été initialement appelé Frederick Town. L'expédition comprenait le major Lockyer, deux officiers militaires, 18 soldats de base, 23 condamnés et le  chirurgien Isaac Scott Nind (en) , ainsi que du bétail et des fournitures pour un séjour prévu de six mois. Le groupe débarqua le lendemain de Noël 1826.

### Colonie de Swan River
Le 22 septembre 1829, Amity arriva à Fremantle de Singapour avec des passagers et un équipage totalisant 15 personnes. C'était son huitième voyage d'expédition dans la colonie de la rivière Swan.

### Naufrage et destruction
En 1844, le navire était impliqué dans le transport de bétail de Port Albert à Victoria à travers le détroit de Bass jusqu'à Hobart en Tasmanie . Amity a été détruit après s'être échoué sur un banc de sable inexploré maintenant appelé Vansittart Shoals près de Vansittart Island, au nord de la Tasmanie le 18 juin 1845, avec un équipage de neuf personnes et un passager. Lorsque le navire s'est désagrégé, il a été abandonné, tous rejoignant l'île en toute sécurité. Les naufragés sont tombés sur un groupe de chasseurs de phoque qui leur ont prêté un autre bateau, et tous sauf le capitaine Marr, qui a ensuite été pris en charge par la goélette Letitia, se dirigeant vers le cap Portland, en Tasmanie.

## Réplique
Les discussions à Albany pour construire une réplique de l'Amity ont commencé en 1972 en vue de son achèvement en 1976 pour le 150ème anniversaire de la ville. Une fois le financement et la recherche établis, la construction a commencé en 1975, avec le constructeur de bateaux local Stan Austin comme superviseur du projet et Pieter van de Brugge comme principal constructeur naval.
La réplique grandeur nature montée sur terre fait partie du Western Australian Museum dans le quartier historique de Stirling sur Princess Royal Drive, à  Albany, surplombant le Princess Royal Harbour. Il a été positionné pour donner une impression de flotter dans le port. Des visites audio sont disponibles tous les jours.

## Galerie

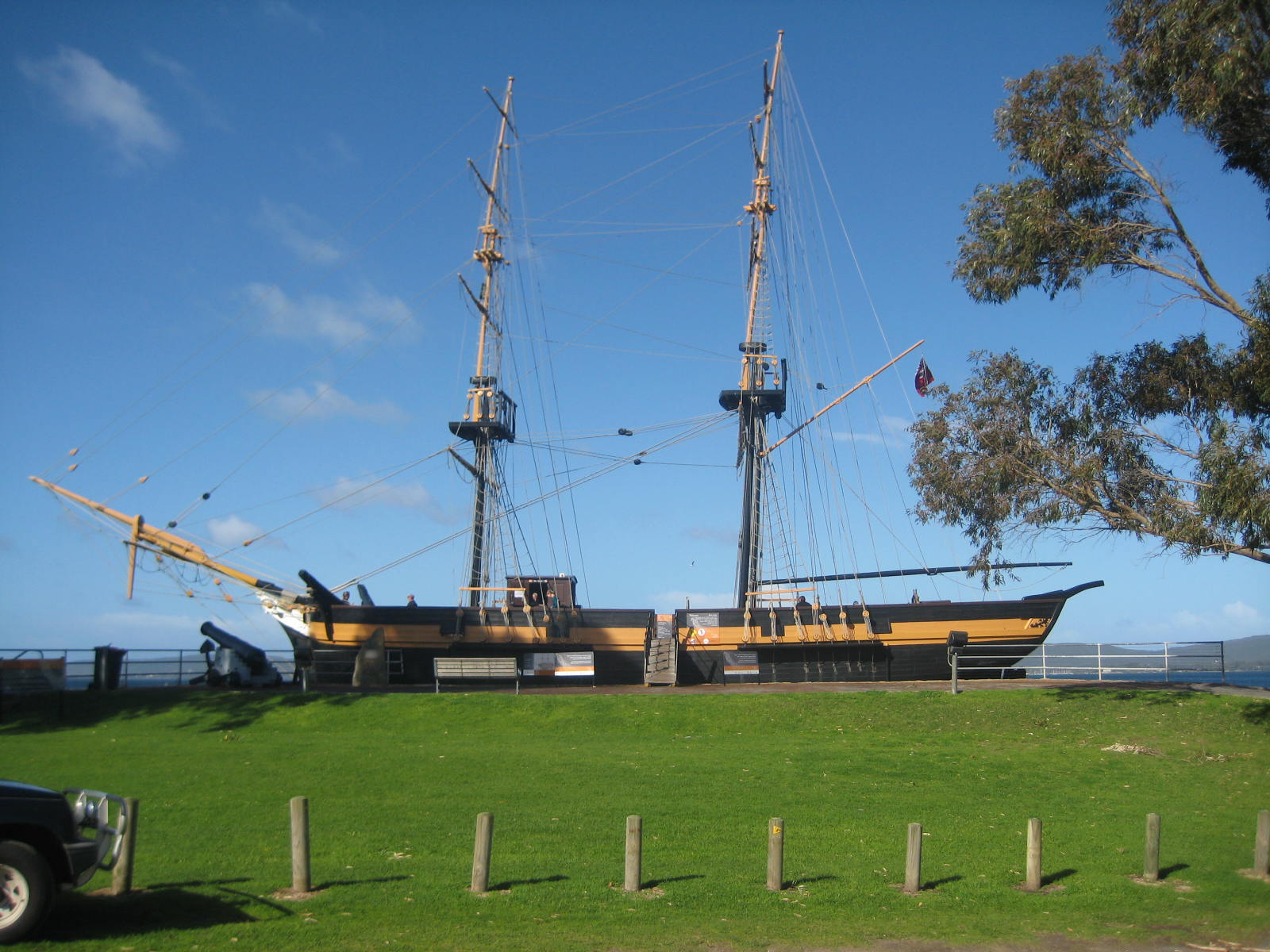
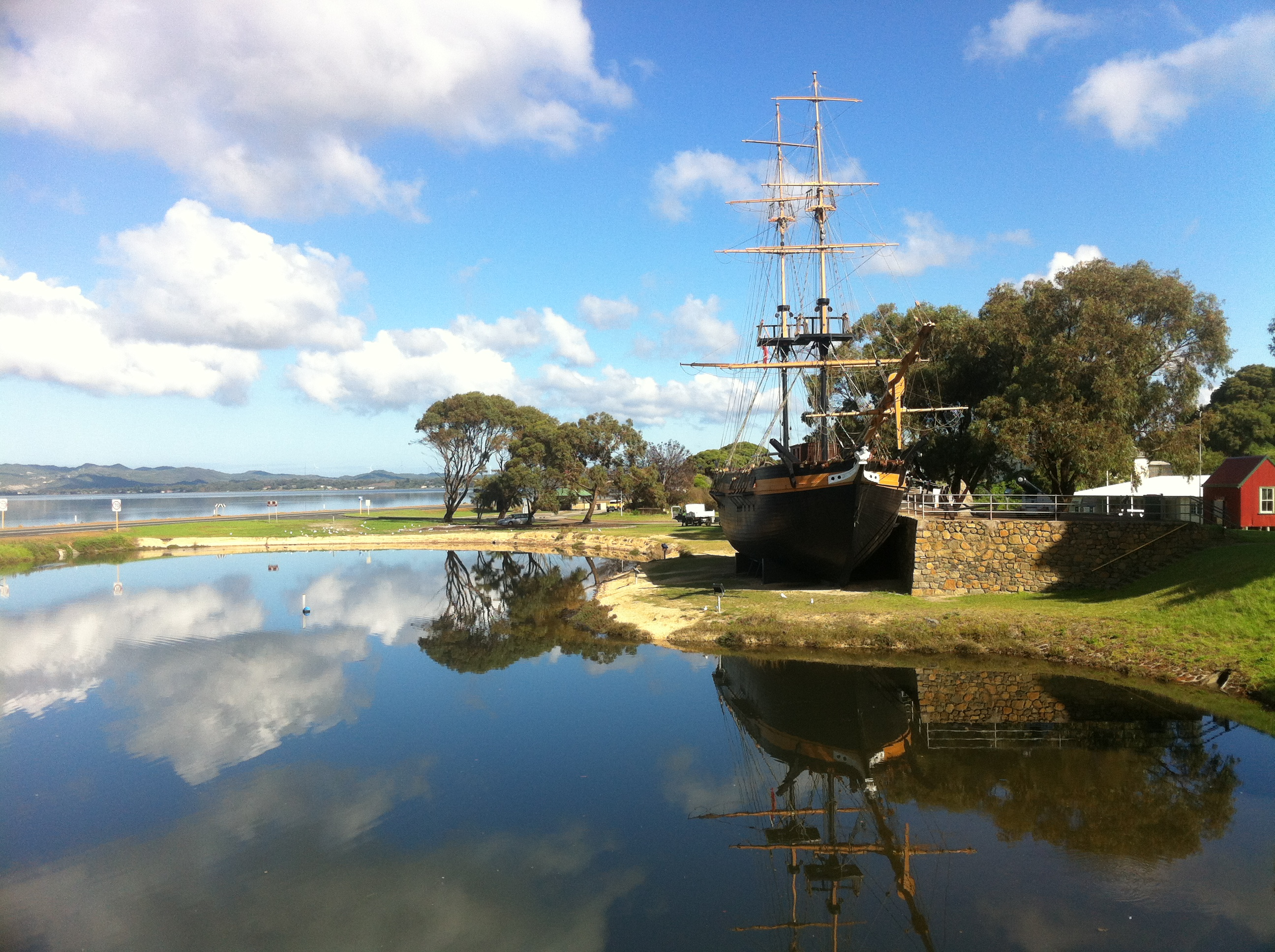